# Nadir Hifi
Nadir Hifi, né le 16 juillet 2002 à Strasbourg dans le Bas-Rhin, est un joueur franco-algérien de basket-ball évoluant aux postes de meneur et d'arrière.

## Biographie

### Formation
Nadir Hifi a grandi en région strasbourgeoise et plus précisément à Illkirch-Graffenstaden. Il est formé à la SIG Strasbourg, club dans lequel il joue en minimes France puis en première année cadet région. À l'âge de 16 ans, il intègre le centre de formation du Lille Métropole Basket. Pour des raisons à la fois sportives et financières, il ne reste qu'un an dans le Nord et retourne ensuite, en 2019, à la SIG Strasbourg pour évoluer dans l'équipe réserve en Nationale 3. Il y réalise une saison aboutie d'un point de vue statistique (14,5 points de moyenne).

### ESSM Le Portel (2020-2023)
À l'intersaison 2020, il reçoit plusieurs offres pour intégrer des centres de formation de clubs de Pro B et jouer en Espoirs Pro B. Néanmoins, il parvient à s'engager au Portel, club de Jeep Élite. Il termine la saison 2020-2021 en étant meilleur marqueur du championnat Espoirs de Jeep Élite (21 points de moyenne) et joue, en parallèle, ses premières minutes en Jeep Élite (16 en trois matchs). En 2021-2022, il intègre la rotation de l'équipe professionnelle (21,6 minutes jouées par match en moyenne) et continue de dominer le championnat Espoirs de première division (15,4 points et 7,5 passes de moyenne). Il signe son premier contrat professionnel au Portel en février 2022 et s'engage jusqu'en 2024.
Nadir Hifi passe un cap en 2022-2023. Il réalise plusieurs très bons matchs offensivement : 32 points contre la SIG Strasbourg (à 9 sur 10 aux tirs) et 26 points contre l'AS Monaco, leader du championnat (à 7 sur 8 aux tirs), en décembre 2022. Il est élu joueur du mois de décembre de la Jeep Élite. Le 3 février 2023, il performe à nouveau face à la SIG Strasbourg, son ancien club. Il inscrit 24 points (à 8 sur 11 aux tirs dont 5 sur 7 à trois points), prend 8 rebonds et délivre 5 passes décisives pour 31 d'évaluation et 18 de plus-moins dans une victoire 82 à 71.
Le 31 mars 2023, Le Portel bat le Paris Basketball et Hifi réalise la meilleure performance de sa carrière avec 39 points (à 12 sur 19 au tir), 8 rebonds et 6 passes décisives. Il établit ainsi la meilleure évaluation (44) de la saison en première division.
Le 21 avril 2023, il s'inscrit à la draft 2023 de la NBA, où il est attendu au second tour. Il n'est pas retenu lors de la draft.

### Paris Basketball (depuis 2023)
Le 7 juin 2023, il annonce un engagement avec le Paris Basketball pour trois saisons.
Le 30 décembre 2023, lors du All-Star Game LNB à Paris, il égale le record historique de 44 points inscrits lors de la rencontre opposant la sélection française à la sélection mondiale. Malgré cette performance, les Tricolores s'inclinent (149-154).
Le 20 mars 2024, contre le SLUC Nancy, il marque 35 points (à 11/18 aux tirs, dont 7/10 à trois points), prend 4 rebonds et délivre 2 passes décisives pour 31 d'évaluation.
Durant la saison 2023-2024, Nadir Hifi et le Paris Basketball remportent la LNB Leaders Cup 2024 et l'EuroCoupe 2024.
Le 15 avril 2025, Nadir Hifi est élu meilleur jeune joueur de la saison 2024-2025 de l'Euroligue, compétition où son club est éliminé en quart de finale par le club turc de Fenerbahçe Beko Istanbul. Il décroche ensuite un nouveau trophée avec Paris en remportant la coupe de France, où il est élu MVP de la finale. Champion de France et meilleur marqueur du championnat 2025 avec 18,2 points de moyenne, il annonce le 9 juillet prolonger son séjour à Paris.

## Sélection nationale
Il joue le championnat d'Afrique FIBA U16 en 2017 (en) sous les couleurs de l'Algérie, compétition durant laquelle il inscrit 56 points en 7 rencontres.
En juin et juillet 2022, il participe aux Jeux méditerranéens ayant lieu à Oran en Algérie. Il joue pour la sélection algérienne en 3×3 U23. Nadir Hifi et ses coéquipiers s'inclinent en quarts de finale contre l'Espagne.
En décembre 2022, il annonce avoir opté pour l'équipe de France pour sa future carrière internationale senior.
En janvier 2024, Hifi est appelé pour la première fois en équipe de France sénior dans le cadre des qualifications à l'EuroBasket 2025, puis, en mai, pour la préparation aux Jeux olympiques de Paris 2024.

## Palmarès et distinctions personnelles

### En sélection nationale
- Médaille de bronze du championnat d'Afrique FIBA U16 (en) en 2017

### En club
ESSM Le Portel :

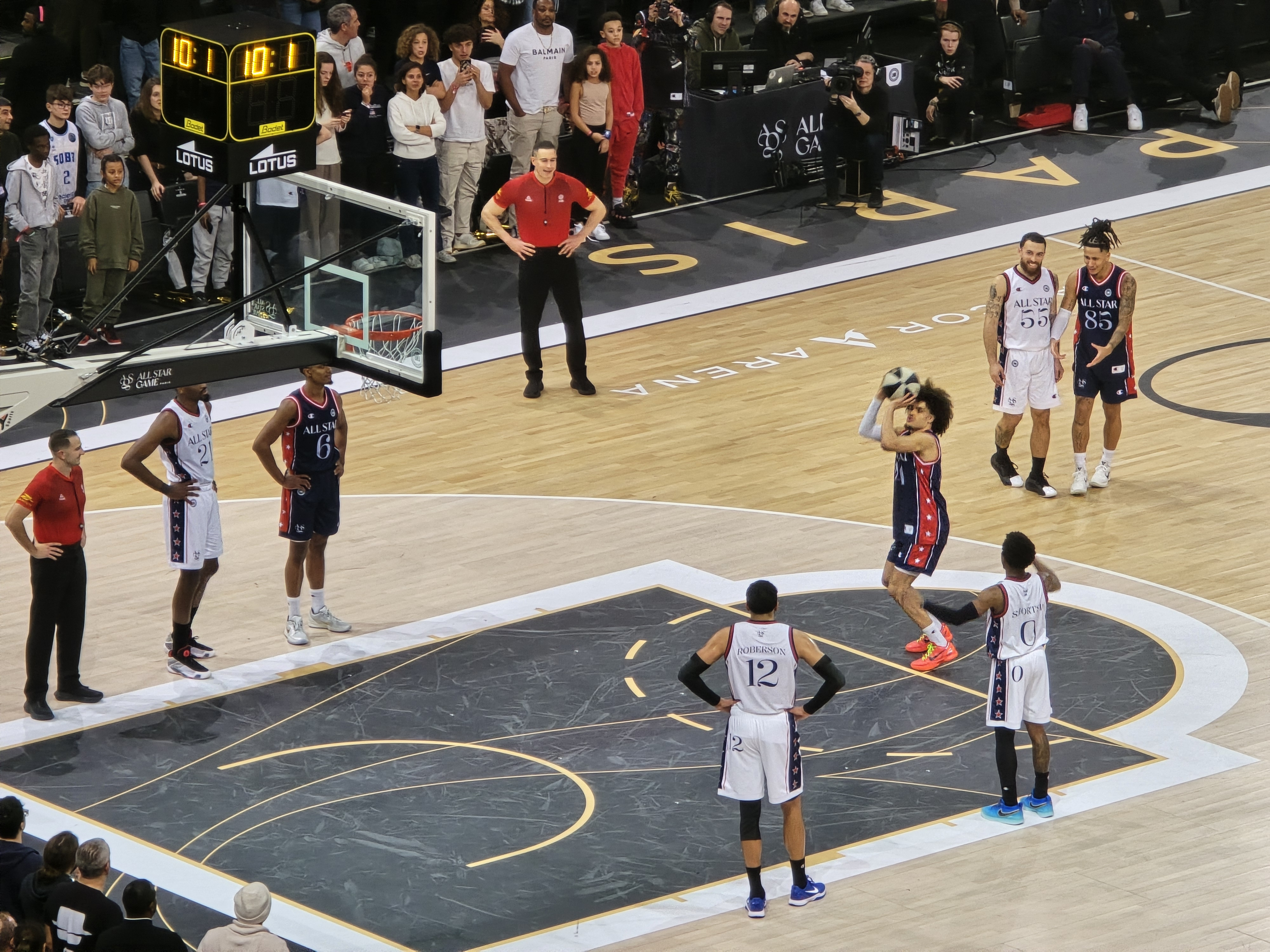
Nadir Hifi lors du All-Star Game LNB 2024.

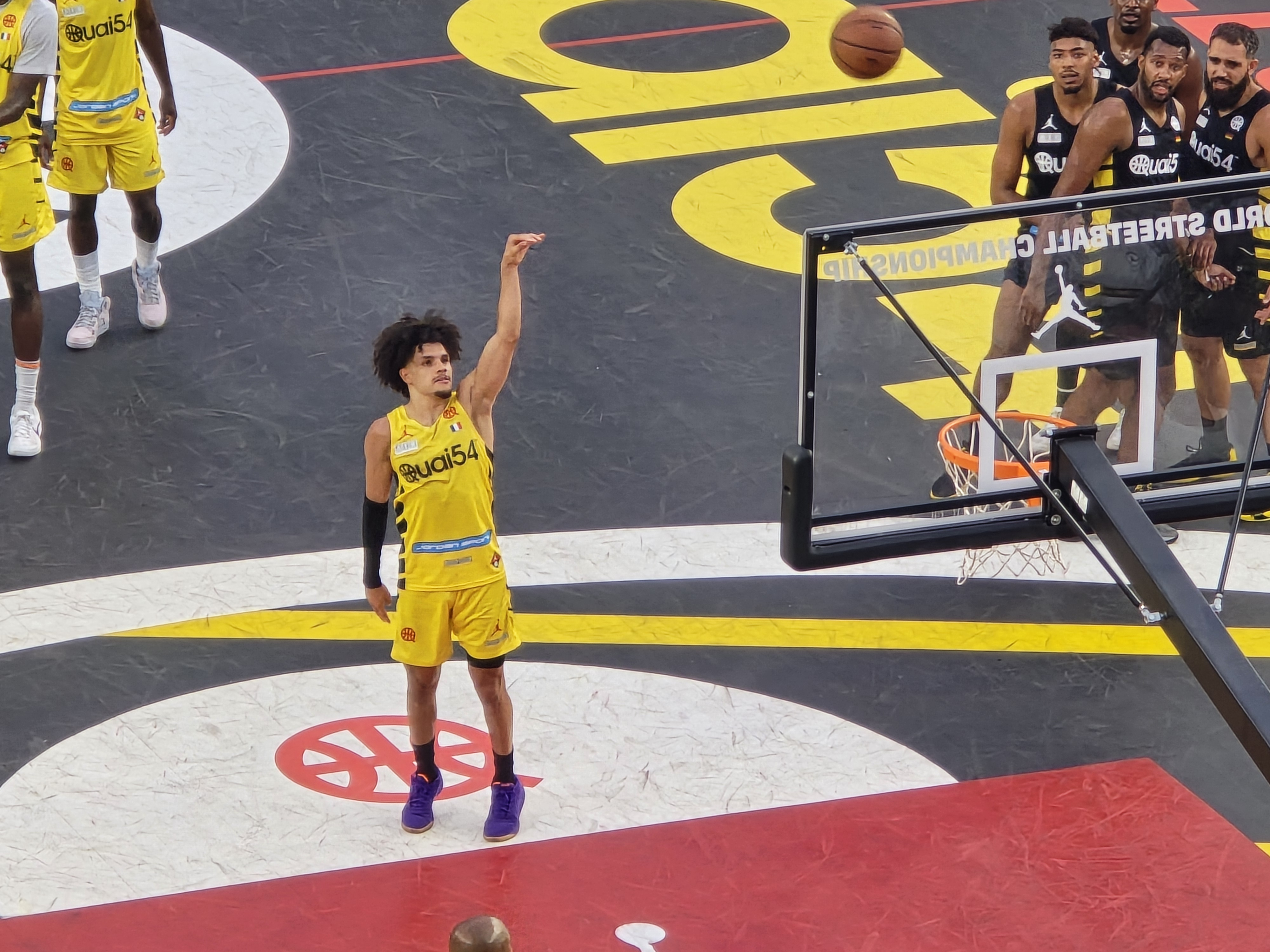
Nadir Hifi lors du Quai 54 2025.

- Nommé pour le titre de meilleur espoir du championnat de France en 2021-2022 avec Victor Wembanyama et Juhann Begarin
- Élu meilleur joueur du championnat de France en décembre 2022 et avril 2023
- Sélectionné pour le concours des meneurs du All-Star Game LNB 2022

 Paris Basketball :
- Champion de France en 2025
- Meilleur marqueur de Betclic Élite 2024-2025
- Meilleur jeune joueur de l'Euroligue 2024-2025[14]
- Vainqueur de la Coupe de France 2025
- MVP de la finale de la Coupe de France 2025[15]
- Vainqueur de la LNB Leaders Cup 2024
- Vainqueur de l'EuroCoupe 2024
- Élu dans le deuxième meilleur 5 de l'EuroCoupe 2024
- Élu meilleur joueur du championnat de France des mois de novembre 2023, mars 2024 et novembre 2024
- Sélectionné pour le All-Star Game LNB 2023 et 2024 (44 points inscrits en 2023, co-meilleure performance de l'histoire en compagnie de Yann Bonato)
- Élu dans le meilleur 5 de Betclic Élite 2023-2024

### Autres
- Élu MVP du Quai 54 en 2022, 2023 et 2025[22]
- Élu dans le 5 majeur de l'Adidas EuroCamp 2023[23]